# 弗朗西斯·盖利
弗朗西斯·盖利（英語：Francis Gailey，1882年1月21日—1972年7月10日），澳大利亚出生的美国男子游泳运动员。他曾代表澳大利亚参加1904年夏季奥林匹克运动会游泳比赛，获得三枚银牌和一枚铜牌。
蓋利出生於澳大利亞昆士蘭州的布里斯本，後來移民至美國，並於1906年成為美國公民。在1904年奧運會上，他由舊金山奧林匹克俱樂部贊助參賽。國際奧林匹克委員會正式將蓋利的四枚獎牌計入美國的成績中，然而2008至2009年間，數家澳洲報紙進行的研究顯示，蓋利在當時仍然是澳洲公民。2009年，澳洲奧林匹克委員會表示：「蓋利的獎牌，現已重新計入澳洲，將該國在夏季奧運會的總獎牌數提升至449枚。」
在1904年夏季奧林匹克運動會上，蓋利參加了四項游泳比賽，由於參賽人數有限，所有比賽皆為直接決賽。9月6日，他參加了220碼自由泳，以不到兩秒之差落後於美國選手查爾斯·丹尼爾斯，獲得銀牌。同日，他還參加了1英里自由泳，歷經近29分鐘的游泳後，以第三名完賽，僅次於德國選手埃米爾·勞施和匈牙利選手蓋扎·基斯。
隔日，蓋利參加了其餘兩項比賽，分別是440碼自由泳和880碼自由泳。在440碼自由泳中，他再次不敵查爾斯·丹尼爾斯，獲得銀牌；而在880碼自由泳中，則被德國選手埃米爾·勞施擊敗，獲得另一枚銀牌。因此，在兩天的比賽中，他共獲得三枚銀牌和一枚銅牌。